# Nitrato di piombo
Il nitrato di piombo è un composto inorganico con la formula chimica Pb(NO3)2. Si presenta comunemente come un cristallo incolore o una polvere bianca e, a differenza della maggior parte degli altri sali di piombo(II), è solubile in acqua.
Conosciuto fin dal Medioevo con il nome plumbum dulce, la produzione di nitrato di piombo dal piombo metallico o dal monossido di piombo nell'acido nitrico era su piccola scala, per l'uso diretto nella produzione di altri composti di piombo. Nel diciannovesimo secolo il nitrato di piombo iniziò ad essere prodotto commercialmente in Europa e negli Stati Uniti. Storicamente, l'uso principale era come materia prima nella produzione di pigmenti per vernici al piombo, ma tali vernici sono state sostituite da vernici meno tossiche a base di biossido di titanio. Altri usi industriali includevano la stabilizzazione al calore in nylon e poliesteri e nei rivestimenti di carta fototermografica. Da circa l'anno 2000, il nitrato di piombo ha iniziato ad essere utilizzato nella cianurazione dell'oro.
Il nitrato di piombo è tossico e procura il saturnismo; deve essere maneggiato con cura per prevenire l'inalazione, l'ingestione e il contatto con la pelle. A causa della sua natura pericolosa, le applicazioni (limitate) del nitrato di piombo sono sotto costante esame.

## Storia
Il nitrato di piombo fu identificato per la prima volta nel 1597 dall'alchimista Andreas Libavius, che chiamò la sostanza plumbum dulce, che significa "piombo dolce", a causa del suo sapore. È prodotto commercialmente dalla reazione di piombo metallico con acido nitrico concentrato in cui è moderatamente solubile. È stato prodotto come materia prima per la produzione di pigmenti come il giallo cromo (cromato di piombo, PbCrO4) e l'arancio di cromo (cromato di piombo basico, Pb2CrO5) e giallo Napoli. Questi pigmenti venivano usati per tingere e stampare il calicò e altri tessuti. È stato usato come ossidante nella polvere da sparo e insieme all'azoturo di piombo in speciali esplosivi.

## Produzione
Il nitrato di piombo è prodotto dalla reazione dell'ossido di piombo (II) con l'acido nitrico concentrato:
{\displaystyle {\ce {PbO\ +\ 2HNO3(concentrato)->Pb(NO3)2\downarrow \ +\ H2O}}}.
Si può anche ottenere l'evaporazione della soluzione ottenuta facendo reagire il piombo metallico con acido nitrico diluito:
{\displaystyle {\ce {Pb \ + \ 4HNO3 -> Pb(NO3)2 \ + \ 2NO2 \ + \ 2H2O}}}.
Soluzioni e cristalli di nitrato di piombo si formano nel trattamento dei rifiuti di piombo-bismuto provenienti dalle raffinerie di piombo.

## Struttura

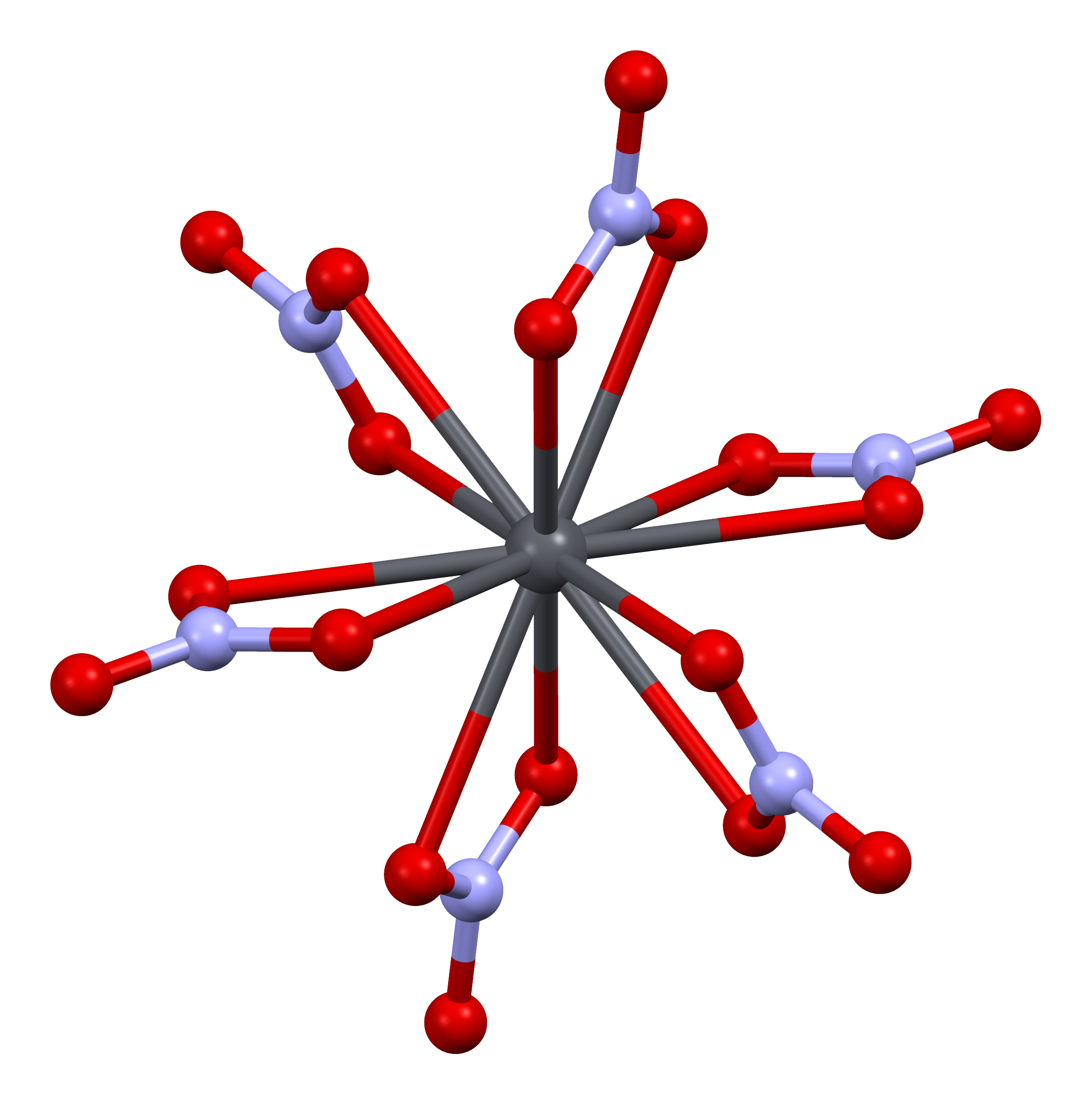
Sfera di coordinazione dello ione Pb^{2+}.

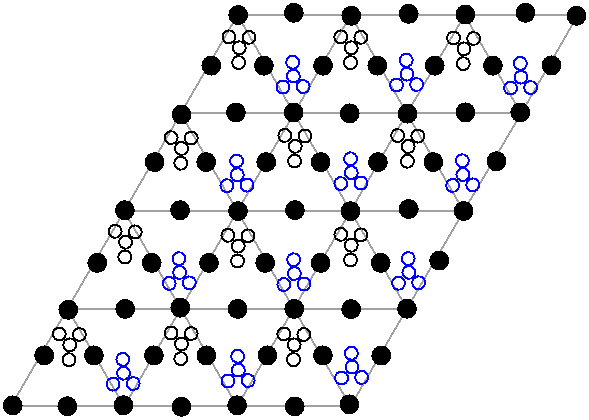
Struttura cristallina del piano (1 1 1) del nitrato di piombo.

La struttura cristallina del nitrato di piombo solido è stata determinata mediante diffrazione neutronica Il composto cristallizza nel sistema cubico con gli atomi di piombo in un sistema cubico a facce centrate. Il suo gruppo spaziale è Pa3Z=4 (notazione reticolare di Bravais), con ciascun lato del cubo di lunghezza 784 picometri.
I punti neri rappresentano gli atomi di piombo, i punti bianchi i gruppi di nitrati 27 picometri sopra il piano degli atomi di piombo e i punti blu i gruppi di nitrati alla stessa distanza al di sotto di questo piano. In questa configurazione, ogni atomo di piombo è legato a dodici atomi di ossigeno (lunghezza del legame: 281 pm). Tutte le lunghezze dei legami N–O sono identiche, del valore di 127 picometri.
L'interesse della ricerca sulla struttura cristallina del nitrato di piombo era in parte basato sulla possibilità di rotazione interna libera dei gruppi nitrato all'interno del reticolo cristallino a temperature elevate, ma ciò non si è concretizzato.

## Proprietà chimiche e reazioni
Il nitrato di piombo si decompone per riscaldamento, una proprietà che è stata utilizzata nella pirotecnica. È solubile in acqua e acido nitrico diluito.
I nitrati basici si formano quando gli alcali vengono aggiunti a una soluzione. A pH basso la specie predominante che si forma è Pb2(OH)2(NO3)2. A pH più alti si forma Pb6(OH)5(NO3). Il catione [Pb6O(OH)6]4+ è insolito nell'avere uno ione ossido all'interno di un cluster di 3 tetraedri PbO4 che condividono la faccia. Non ci sono prove per la formazione dell'idrossido, Pb(OH)2, in soluzione acquosa al di sotto di pH=12.
Soluzioni di nitrato di piombo possono essere utilizzate per formare complessi di coordinazione. Il piombo(II) è un accettore duro; forma complessi più forti con ligandi donatori di elettroni di azoto e ossigeno. Ad esempio, la combinazione di nitrato di piombo e glicole pentaetilenico (EO5) in una soluzione di acetonitrile e metanolo seguita da una lenta evaporazione ha prodotto il composto [Pb(NO3)2(EO5)]. Nella struttura cristallina di questo composto, la catena EO5 è avvolta attorno allo ione piombo in un piano equatoriale simile a quello di un etere corona. I due ligandi nitrati bidentati sono in configurazione trans. Il numero di coordinazione totale è 10, con lo ione piombo in una geometria molecolare antiprisma quadrata bicappata.
Il complesso formato dal nitrato di piombo con un ligando N-donatore di bi-tiazolo bidentato è binucleare. La struttura cristallina mostra che il gruppo nitrato forma un ponte tra due atomi di piombo. Un aspetto interessante di questo tipo di complessi è la presenza di un gap fisico nella sfera di coordinazione; cioè i ligandi non sono posizionati simmetricamente attorno allo ione metallico. Ciò è potenzialmente dovuto a una coppia di elettroni solitari del piombo, che si trova anche in complessi del piombo con un ligando imidazolo.

## Applicazioni
Il nitrato di piombo è stato utilizzato come stabilizzante termico in nylon e poliesteri, come rivestimento per carta fototermografica e nei rodenticidi.
Il riscaldamento del nitrato di piombo è un mezzo conveniente per produrre diossido di azoto:
{\displaystyle {\ce {2Pb(NO3)2->2PbO\ +\ 4NO2\ +\ O2}}}.
Nel processo di cianurazione dell'oro, l'aggiunta di una soluzione di nitrato di piombo migliora il processo di lisciviazione. Sono necessarie solo quantità limitate (da 10 a 100 milligrammi di nitrato di piombo per chilogrammo di oro).
In chimica organica, può essere utilizzato nella preparazione di isotiocianati da ditiocarbammati. È stato segnalato il suo uso come scavenger del bromuro durante la sostituzione SN1.

## Sicurezza
Il nitrato di piombo è tossico e l'ingestione può portare ad avvelenamento acuto da piombo, cosa che succede con tutti i composti di piombo solubili. Tutti i composti inorganici del piombo sono classificati dall'Agenzia internazionale per la ricerca sul cancro (IARC) come probabilmente cancerogeni per l'uomo (gruppo 2A). Sono stati collegati al cancro renale e al glioma negli animali da esperimento e al cancro renale, al tumore al cervello e al cancro del polmone nell'uomo, sebbene gli studi sui lavoratori esposti al piombo siano spesso complicati dalla contemporanea esposizione all'arsenico. È noto che il piombo sostituisce lo zinco in numerosi enzimi, tra cui l'acido δ-amminolevulinico deidratasi (porfobilinogeno sintasi) nella via biosintetica dell'eme e la pirimidina-5′-nucleotidasi, importante per il corretto metabolismo del DNA e può quindi causare danni al feto.